# Columpio

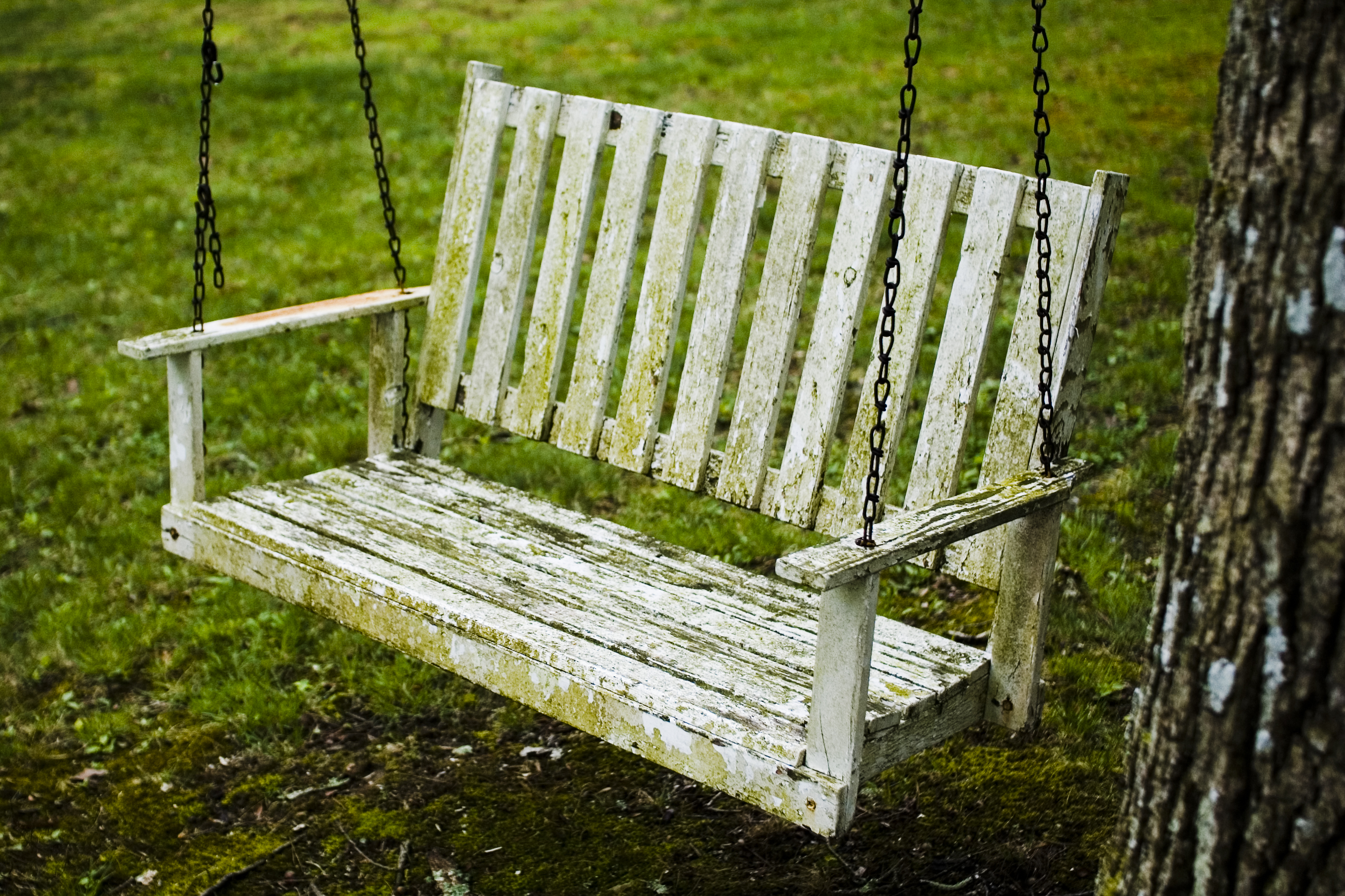
Hamaca o columpio de jardín.

Un columpio (o hamaca RAE) consiste en un asiento que pende de un soporte metálico o de madera por medio de unas cadenas o cuerdas y es utilizado por los niños para su diversión. El entretenimiento se produce cuando el niño agarrado a los laterales se impulsa o es empujado balanceándose adelante y atrás. Se conoce como hamaca en Argentina, Costa Rica, Paraguay y Uruguay, y Suinsuan (swing-swang) en Panamá.

## Tipos
En parques y jardines, pueden encontrarse varios columpios colgados de un mismo bastidor lo que permite a varios niños balancearse a la vez. Dichos columpios se presentan en una gran variedad de formas y tamaños, los cuales pueden variar dependiendo del uso que se le dará, ya sea personal (en casa, para un pequeño grupo de personas) o de uso público (comúnmente en parques para uso y entretenimiento de niños pequeños). 
- Para niños pequeños, existen columpios con respaldo y huecos en las piernas que los mantienen en una posición rígida impidiendo que se caigan. Son conocidos popularmente como columpios nido.
- En otros casos, el asiento consiste en un mero neumático en cuyo hueco se coloca el niño. El neumático puede estar sujeto por una soga y pendiente de la rama de un árbol.
- La base puede consistir en un asiento con respaldo o sin respaldo pudiendo incluso ser una simple pieza de lona plastificada.

Antiguamente, los columpios adoptaban un aire bucólico al colgar de las ramas de los árboles y estar fabricados con materiales naturales.

## Precauciones
- Por ser un objeto en movimiento el cual lleva un peso encima, existe el peligro de colisión, si alguna persona, como un niño, se interpone en su trayectoria.
- Por ser un objeto colgante, en el que la persona no tiene los pies firmes sobre la tierra, existe el peligro de caída, particularmente en columpios sin respaldo.
- Al ser un objeto de materiales pesados, es recomendable su uso con un adulto vigilando.
- Tener mucho cuidado con solo usar uno a la vez, se pueden ocasionar accidentes.

## Galería de imágenes

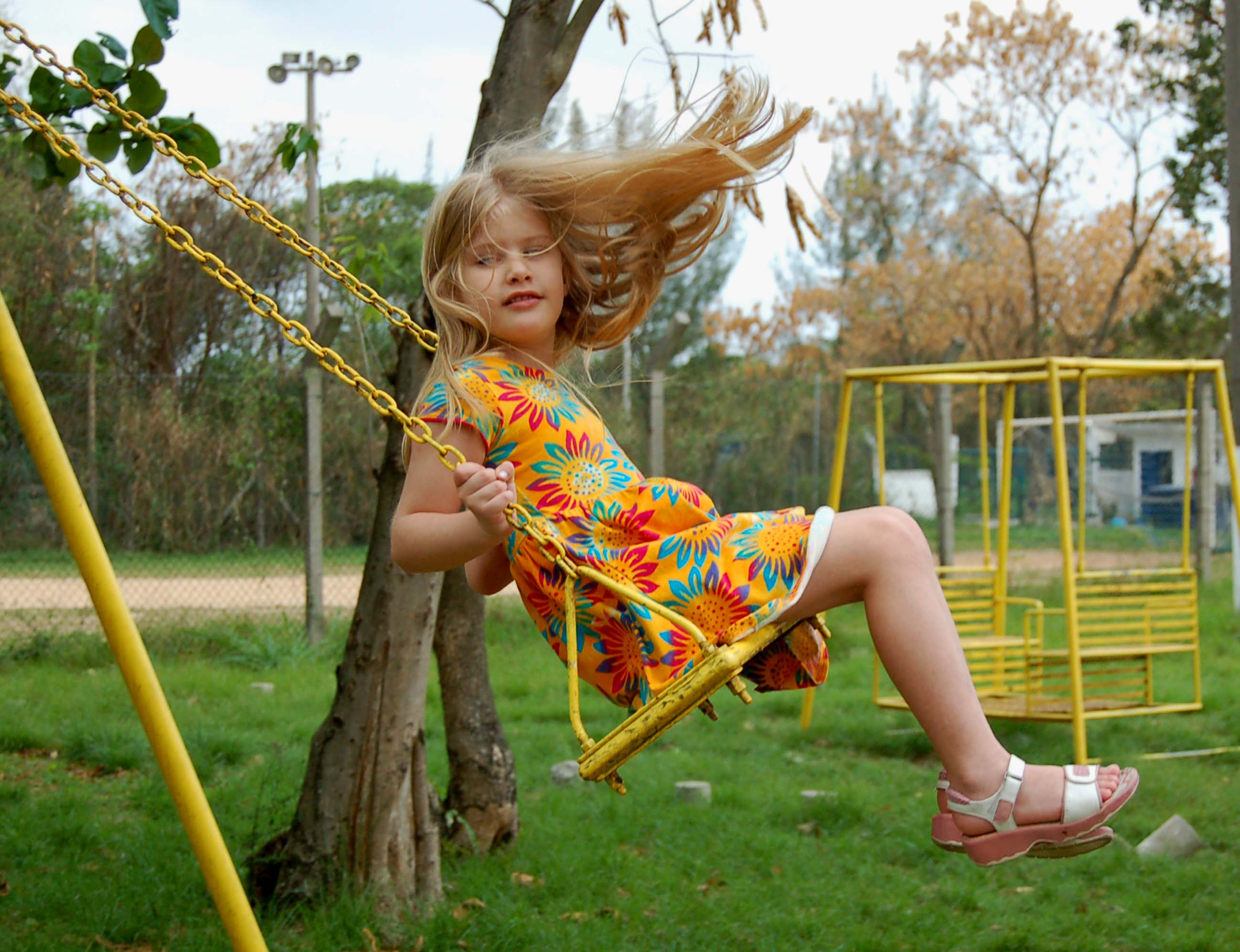
Niña en un columpio.
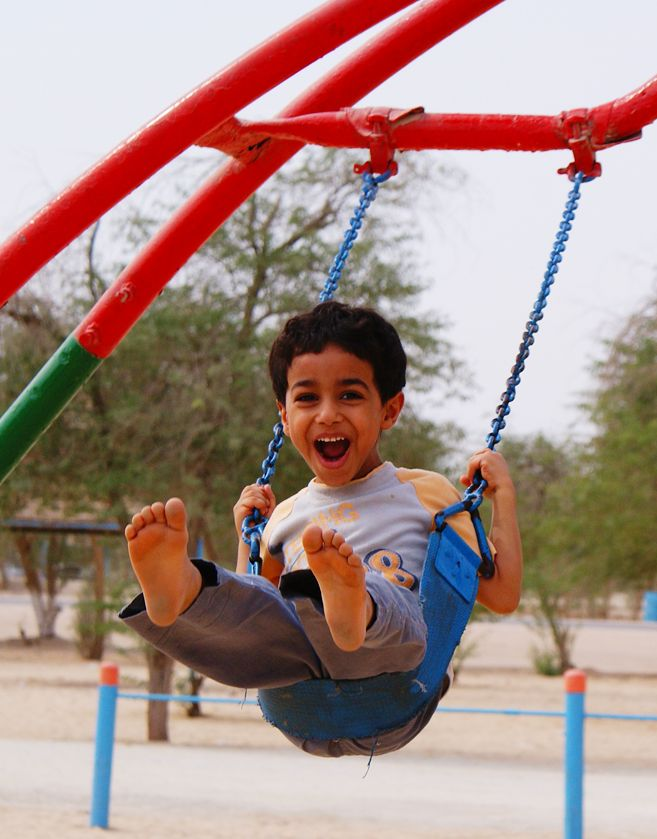
Niño en columpio.
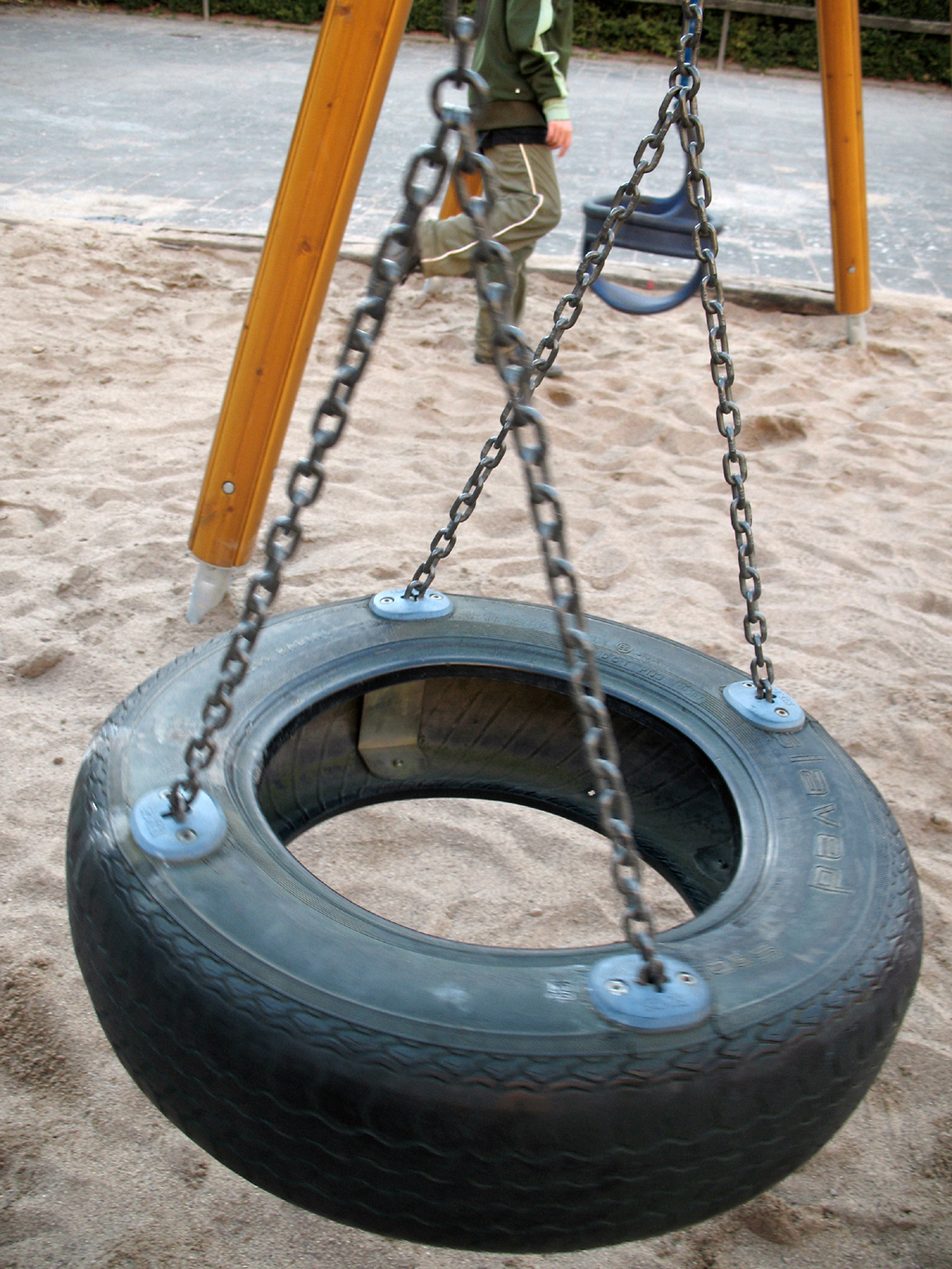
Columpio formado por un neumático.
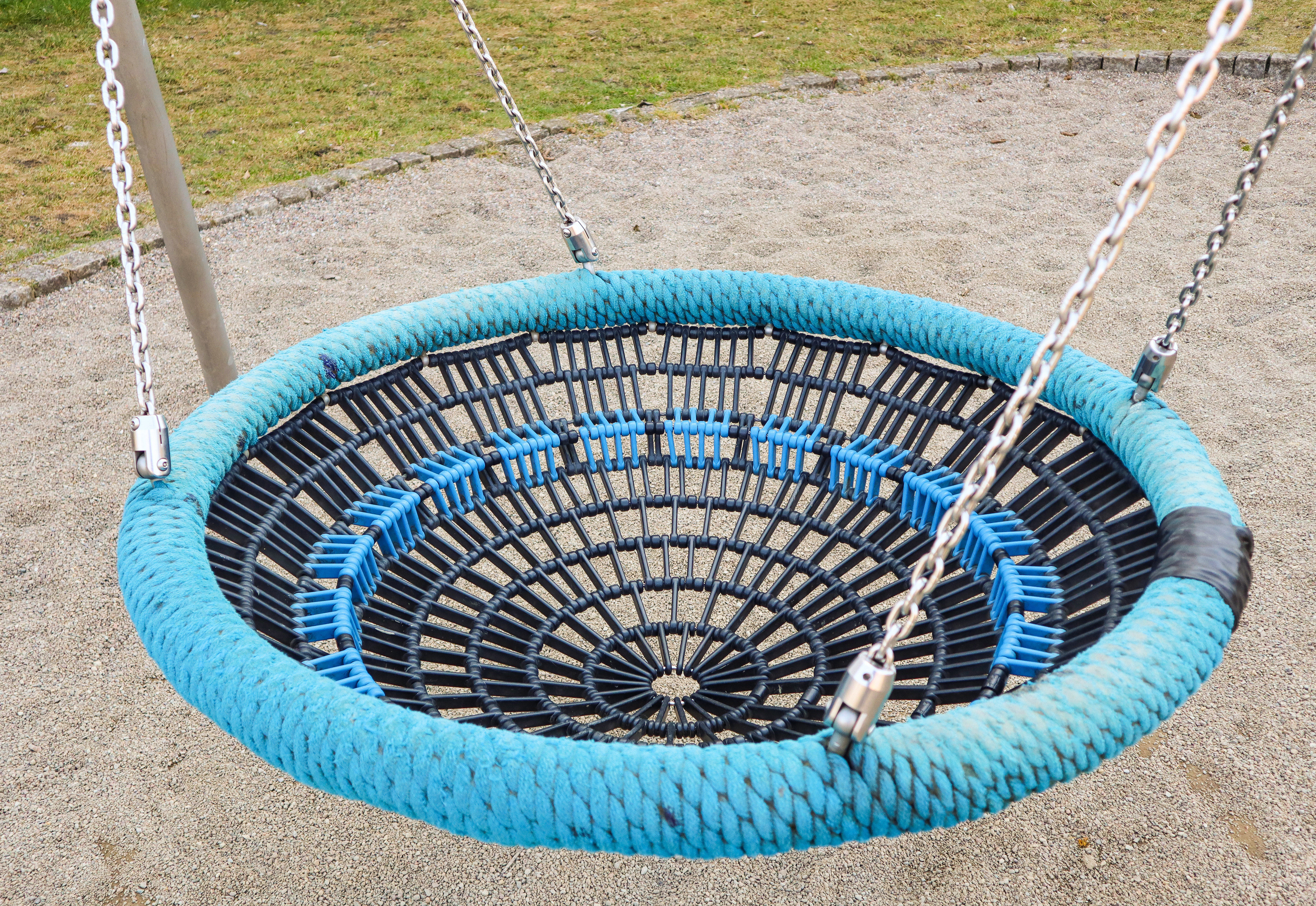
Columpio
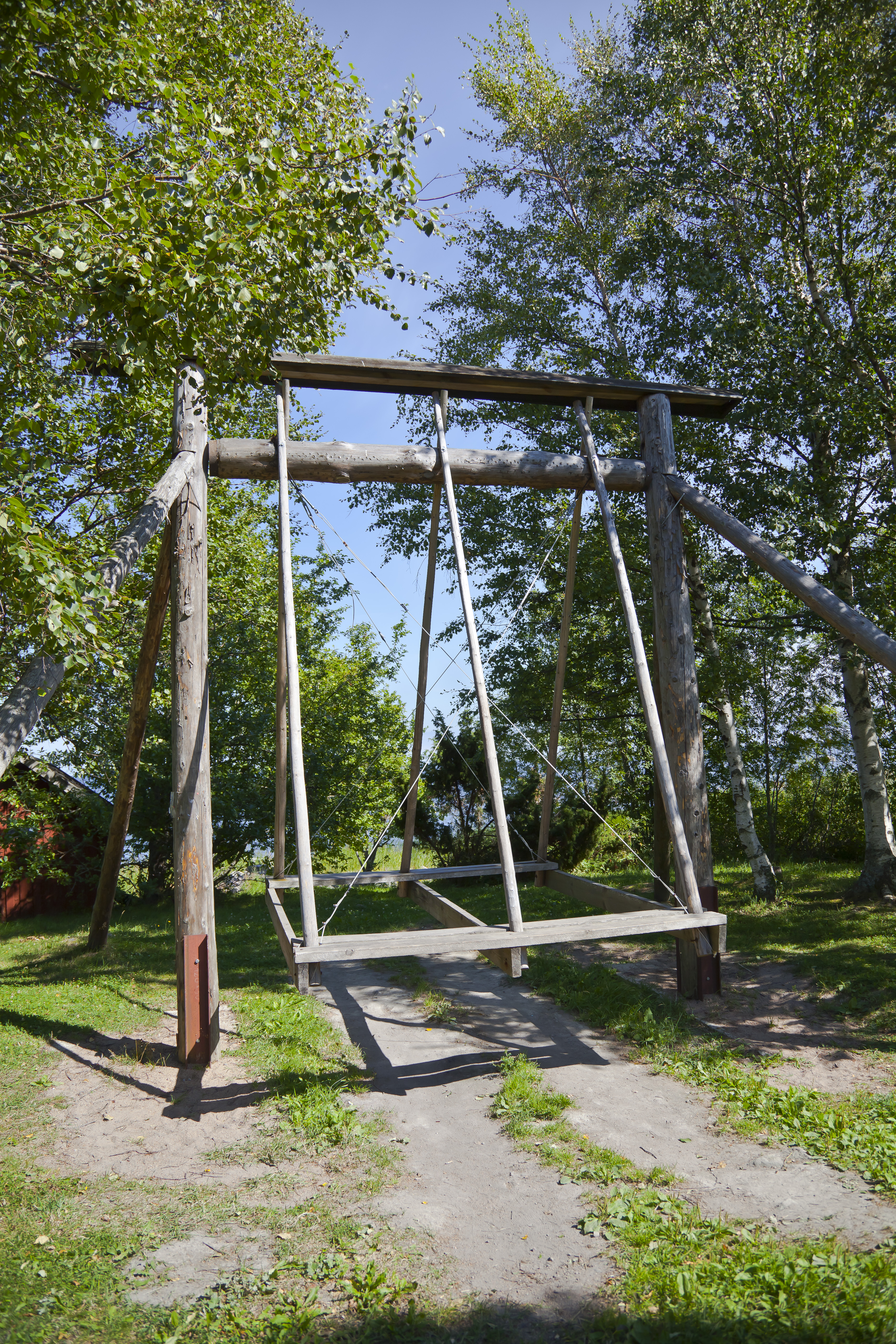
Columpio en Estonia.
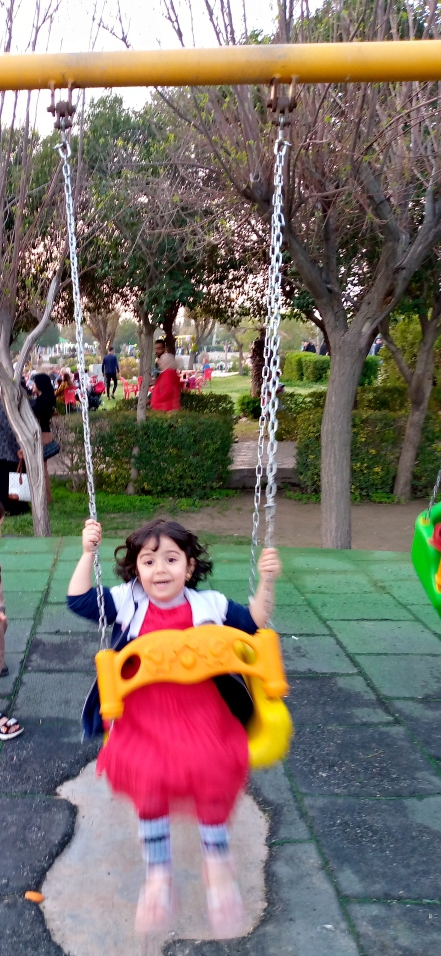
La alegría de balancearse
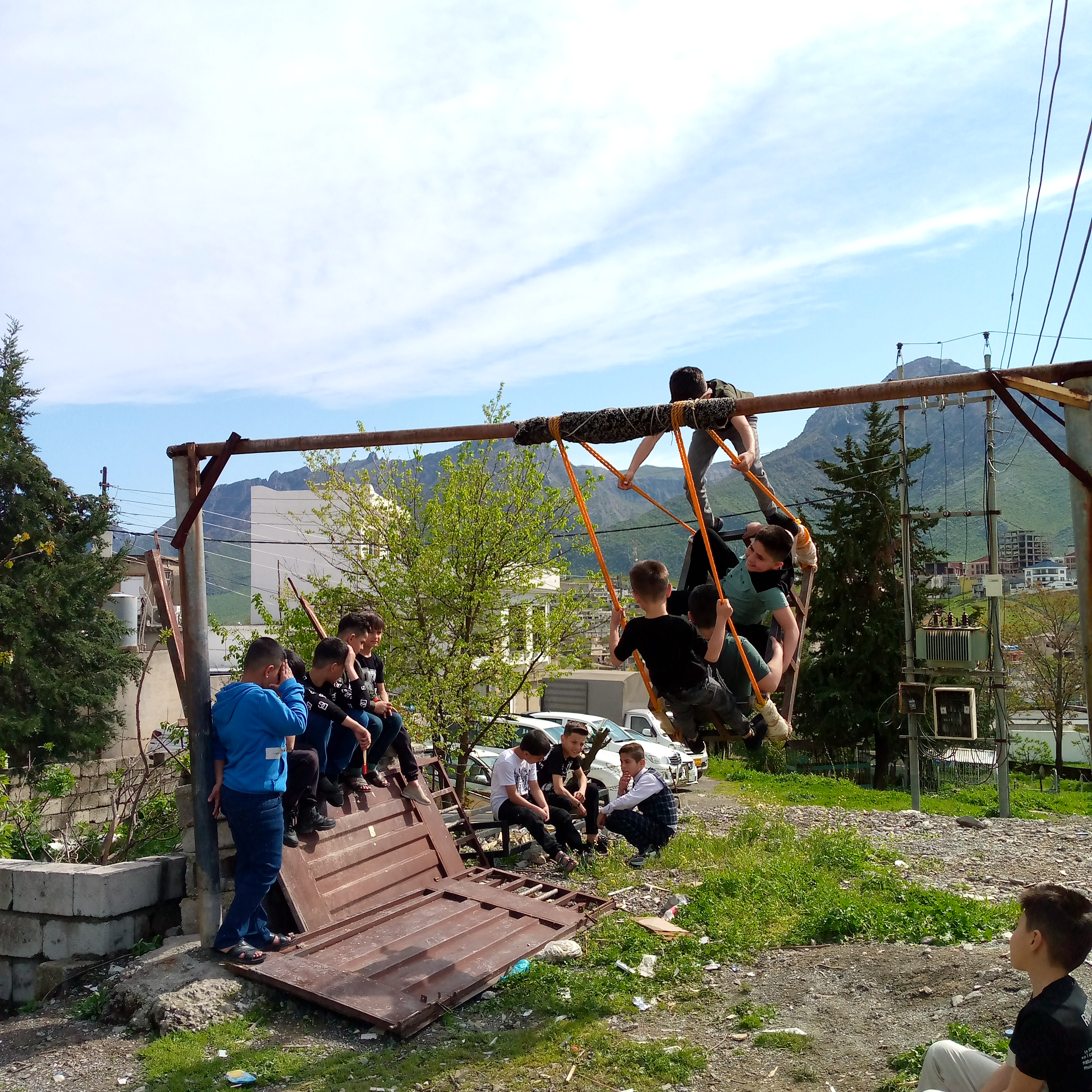
Columpio in Rawandiz